# Howie B
Howie B, vlastním jménem Howard Bernstein (* 18. dubna 1963) je skotský hudebník a hudební producent. Narodil se v Glasgow a později se usadil v Londýně. Během své kariéry pracoval jako producent například se skupinou U2 a hudebnicí Björk. Rovněž se věnoval tvorbě remixů (New Order, Annie Lennox, Jeff Beck) a nahrával vlastní alba. V roce 2014 získal ocenění Człowiek ze Złotym Uchem.

## Diskografie
- Music for Babies (1996)
- Turn the Dark Off (1997)
- Snatch (1999)
- Sly and Robbie drum & bass Strip to the Bone by Howie B (1999)
- Folk (2001)
- Another Late Night: Howie B (2001)
- FabricLive.05 (2002)
- Last Bingo in Paris (2004)
- Music for Astronauts and Cosmonauts (2007)
- Howie B vs Casino Royale: Not in the Face - Reale Dub Version (2008)
- Good Morning Scalene (2010)
- Down with the Dawn (2014)